# 南太平洋潮位・気候監視プロジェクト
南太平洋潮位・気候監視プロジェクト（みなみたいへいようちょういきこうかんしプロジェクト、South Pacific Sea Level and Climate Monitoring Project, SPSLCMP）は、南太平洋の島嶼諸国の海面上昇の状況を科学的に調査することを主眼として、オーストラリア政府機関が中心となって設立したプロジェクトである。
1992年以降、SEAFRAME（シーフレーム、Sea Level Fine Resolution Acoustic Measuring Equipment, 潮位高解像度音響測定装置）とよばれる潮位と気象データの自動測定装置を南太平洋の12か所の島々に設置した。 これらの観測網は、ツバルなど海面上昇の影響が問題となっている南太平洋の島々での潮位について高い精度の基礎データを提供している。 また、これらの地域における潮汐表の作成や津波の観測にも威力を発揮している。

## 概要

### プロジェクトの背景
1988年ごろより、将来の地球温暖化による海面上昇の可能性が表明され始めると、大洋に浮かぶ環礁など、標高の低い島々への影響が懸念されはじめた。 当時の南太平洋フォーラムにおいて参加国より出されたこうした懸念に応え、オーストラリア政府は1991年にこのプロジェクトを立ち上げた。 プロジェクトの最大の目標は、南太平洋における長期の海水面の変動の正確な観測を行い、その結果を利用して予測される被害に対処できるようにすることである。
プロジェクトはおよそ5年ごとのフェーズに分かれ、最終フェーズである第4フェーズの2010年現在、観測装置を運用し中心的役割を担う「オーストラリア気象局」(Bureau of Meteorology)、測位装置を運用する「オーストラリア地球科学局」(Geoscience Australia)、フィジーにある「南太平洋応用地球科学委員会」(SOPAC)、AusAID として知られプロジェクト全体を管理する「オーストラリア国際開発省」(Australian Agency for International Development) がこのプロジェクトに参加していた。 その後、SPSLCMPとしてのプロジェクトは20年間の運用期間を終えて、太平洋潮位監視プロジェクト (Pacific Sea Level Monitoring Project, PSLMP) へと引き継がれ、観測が続けられている。

### SEAFRAME と CGPS
海面を変動させるさまざまな要因がある中で、温暖化によると思われる長期的な海面上昇の大きさを測定することはたやすいことではない。 気圧の 1 hPa の変動は海面をおよそ 1 cm 変化させ、数か月から数年継続する ENSO（エル・ニーニョやラ・ニーニャ）も海水温の変動によってときに数十 cm もの変動をもたらす。 さらに PDO（太平洋十年規模振動）として議論されている太平洋の海水温の振動現象は何十年もの周期をもつ。 こうした影響を取り除き、なお異常な変動かないかを調べるためには、精密な潮位計や様々な気象データ、地殻変動のデータの何十年もの長期間の継続的観測を行い解析をする必要がある。 また測定装置は互いに遠く離れた地に配置されることになるため、堅牢でメンテナンスの手間がかからないものであることが望まれる。
こうした要請に応える自動潮位・気象観測装置としてプロジェクトでは SEAFRAME が作られた。 SEAFRAME は音響反射と圧力変化を用いて海面の高さを測定し3分間の平均を求めて6分おきに記録する。 また風向・風力・気温・海水温・気圧の気象データを1時間に1度収集する。 収集されたデータは衛星あるいは電話回線を通じてオーストラリア気象局の「国立潮汐センター」(National Tidal Centre, NTC) へと送られる。 電力は太陽電池で供給される。
また、島に相対的な潮位の影響を別として、絶対的な潮位のみの正確な変動を知るためには、地盤沈下やプレート・テクトニクスなどによる観測点の上下動も知らねばならない。 オーストラリア地球科学局が運用する CGPS は、観測点の絶対的な動きを GPS によって精密に測定し、SEAFRAME とリンクして地盤沈下によるような海水面の変動の補正に利用される。

### 観測装置の設置
SEAFRAME は1992年から1994年にかけて参加する11の国々、すなわちフィジー、キリバス、トンガ、クック諸島、サモア、バヌアツ、ツバル、マーシャル諸島、ナウル、ソロモン諸島、パプア・ニューギニア（マヌス島）の島の波止場に1つずつ設置された。 やや間が開いて2001年にはミクロネシア連邦のポンペイ島にも12基目の SEAFRAME が作られた。 この他、パラオとニウエにも設置が検討されていたが、2010年現在実現していない。
また、CGPS は2001年から2003年までに12か国のうちマーシャル諸島とソロモン諸島を除く10か国へ、2007 年にマーシャル諸島へ設置された。 ソロモン諸島へも2010年までに設置予定である。

### 観測結果
SEAFRAME により測定されたデータは参加各国や科学者、および一般に公開され、また1か月ごと、1年ごとに報告書が公表される。 また、SEAFRAME の測定をもとに作られた潮汐表も公開されている。 これらとは別に、CGPS での地面の絶対的な上下方向の変動の測定はオーストラリア地球科学局によって公表されている。
このうち海水位の長期変動に関して、2011年に公開された SEAFRAME の観測・解析結果では、1992年から1994年に設置された11の SEAFRAME の2011年6月までの測定において、1年あたり 2.8 mm から 7.7 mm の範囲の海面の上昇が報告された。 これらは、平均気圧や観測点の土地に対する相対的変動を取り除いた平均海面上昇の平均的傾向を表す。 2021年8月現在では、12の観測点での1年あたりの海面上昇は 0.4 mm から 10.2 mm で、多くは年あたり 5 mm 前後の値となっている。
PDO など長い周期の変動があるために依然確定的なことは言えないが、およそ10年以上継続した観測点では上昇傾向の変動は小さくなり、一定の海面上昇を示すようになってきている。 しかし他の潮位計の過去のデータからは、一般に50年から60年の継続的測定でこうした海水位の変動傾向の誤差がようやく ±0.5 mm/年に達すると見積もられている。 なお、1990年代から2000年代は PDO 指数が正から負に振れる傾向があり、西太平洋の海水温上昇が見込まれる期間にあたる。 これは海面上昇率を引き上げる効果を持つ。
一方、CGPS についての2008年の報告では、測定期間はまだ長くて6年あまりだが、2001年から2003年に設置された10の観測点ではトンガで地殻隆起が見られる以外、他のすべての地点に対しては統計的に有意な地面の隆起もしくは沈降の傾向があるとは言えないという結果が出ている。 トンガ諸島は日本列島と同様に海溝のわきにある弧状列島であり、地殻変動がフィジーやクック諸島といった周辺地域よりも活発である。
| 国                                                                          | 位置                     | 配備年月   | 配備年月   | 平均海面上昇率* |
| 国                                                                          | 位置                     | SEAFRAME   | CGPS       | 2021年8月まで   |
| 国                                                                          | 位置                     | SEAFRAME   | CGPS       | mm/年           |
| --------------------------------------------------------------------------- | ------------------------ | ---------- | ---------- | --------------- |
| パプア・ニューギニア                                                        | マヌス島ロンブルム       | 1994年9月  | 2002年5月  | +5.6            |
| ミクロネシア連邦                                                            | ポンペイ島               | 2001年12月 | 2003年1月  | +5.7            |
| マーシャル諸島                                                              | マジュロ環礁             | 1993年5月  | 2007年5月  | +4.7            |
| ナウル                                                                      | ナウル                   | 1993年7月  | 2003年7月  | +5.5            |
| キリバス                                                                    | タラワ                   | 1992年12月 | 2002年8月  | +4.0            |
| ソロモン諸島                                                                | ガダルカナル島ホニアラ   | 1994年7月  | 不明       | +4.4            |
| バヌアツ                                                                    | エファテ島ポートビラ     | 1993年1月  | 2002年9月  | +0.4            |
| ツバル                                                                      | フナフティ               | 1993年3月  | 2001年12月 | +4.7            |
| フィジー                                                                    | ビティレブ島ラウトカ     | 1992年10月 | 2001年11月 | +3.7            |
| サモア                                                                      | ウポル島アピア           | 1993年2月  | 2001年7月  | +10.2           |
| トンガ                                                                      | トンガタプ島ヌクアロファ | 1993年1月  | 2002年2月  | +6.8            |
| クック諸島                                                                  | ラロトンガ島             | 1993年2月  | 2001年9月  | +4.1            |
| * 観測点の変位を補正した値。 各観測点の観測期間がさまざまであることに注意。 |                          |            |            |                 |

## 観測結果の反響

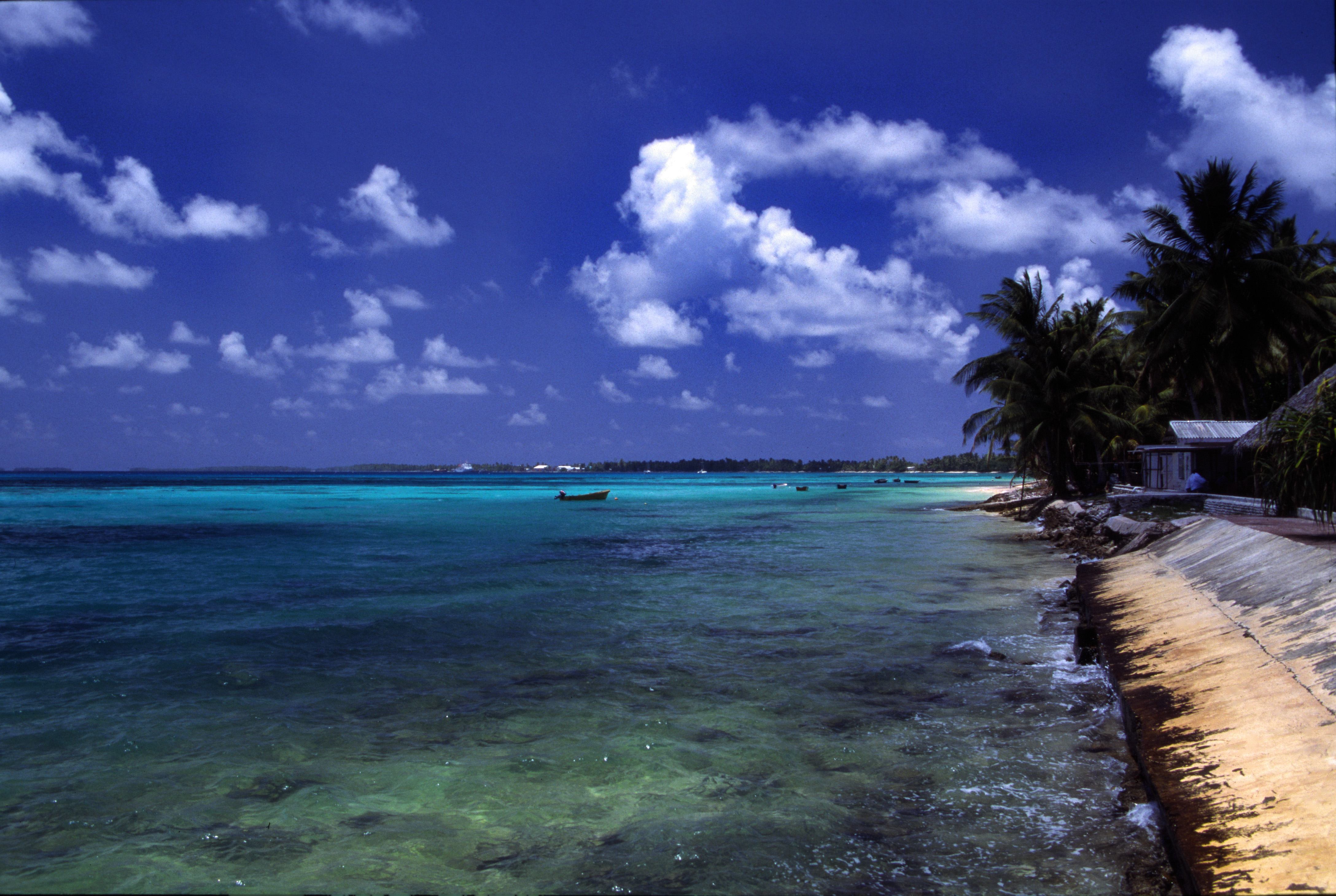
水没が懸念される地域の1つであるツバルの海岸

2000年ごろより海面上昇の影響がとりわけ多く報道されるようになったツバルに対して、SEAFRAME は背反する解釈をもたらすデータを与えることになった。
2002年には、以前からハワイ大学の行っていた観測と、SEAFRAME の9年間の観測とをあわせ、2001年までの24年間のデータから解析された平均海面上昇率が +0.8±1.9 mm/年であるという研究が報告された。 結果は1997年から1998年のエルニーニョによる海面低下の影響を受けているが、それを除いてもなお +1.2±0.8 mm/年とされた。 オーストラリア国立潮汐研究所（NTF, 現国立潮汐センター）も +0.9 mm/年とし、こうした解析結果は顕著な海面上昇が発生していないとして報道され、類似のデータは以降しばしば引用され検討されている。
一方で、SEAFRAME 単独のデータから読み取られる海面上昇の傾向は当初変動が激しかったものの、2006年に公表された SPSLCMP の報告では、1993年から2006年の間のツバルの海面上昇の傾向は +5.7 mm/年に跳ね上がり13年で 7.5 cm の上昇があったことが示された。 今度はこれはツバルの海面上昇の証拠として報道され引用された。
なお、2021年の IPCC の第6次評価報告（第1作業部会政策決定者向け要約）では、2006年から2018年までの衛星からのレーダー高度計による海洋全体での平均海面上昇率は +3.7 mm/年であり、またシナリオにもよるが中位シナリオ (SPP2-4.5) で予測されている海面上昇は1995年から2014年の平均と比べて、21世紀末までのおよそ100年で +44 cm から +76 cm である。 この値と比べてこの SPSLCMP の報告は多くの地点でやや高い値を示しているが、衛星データにみられる西太平洋に偏った高い海面上昇率と整合的であり、PDO の動向も含め長期の動向を見るにはさらなる継続的観測が必要とされる。